# 赤坂れい
赤坂 れい（あかさか れい、1989年8月5日 - ）は、日本の元AV女優、元ストリッパー。

## 略歴
2011年6月1日に東洋ショー劇場でストリップデビューしたが、それ以前からAV女優としても活動していた。
元ジュニアアイドル。
2019年10月1日に店をオープンした。

## 出演作品

### アダルトビデオ
- DAISY 09（2007年9月21日、プレステージ）
- TRAIN GIRL（2007年10月20日、プレステージ）
- 奥さん、新婚なのにおツユ垂らしてスケベだねぇ~!（2007年11月8日、ソフト・オン・デマンド）
- 彼女のカノジョと*30（2008年12月31日、ゴーゴーズ）[6]
- 平成アリス れい（2009年6月8日、STAR PARADISE）[7]

- 3P×5 女子10人2時間45分乱れっぱなし！SPECIAL No.02（2010年12月3日、ゴーゴーズ）[8]
- ○○団地の小さい子 わいせつ投稿ビデオ（2016年2月20日、STAR PARADISE）[9]

別名義
jyunka
- jyunka（2010年6月2日、G-AREA）[10]

## 所属
- 東洋ショー劇場